# Tuza
Tuza oder Michoácan-Taschenratte (Zygogeomys trichopus) ist ein Nagetier in der Familie der Taschenratten und die einzige Art der Gattung Zygogeomys.

## Merkmale
Mit einer Kopf-Rumpf-Länge von 20 bis 25 cm sowie einer Schwanzlänge von 9 bis 12 cm zählt die Art zu den größeren Taschenratten. Das Fell der Oberseite ist dunkelgrau bis braun, wobei eine leichte rostfarbene Schattierung vorkommen kann. Auf der Unterseite hat das Fell eine bleifarbene bis rotbraune Färbung. Kennzeichnend sind ein weißer Fleck auf der Kehle, eine nackte Stelle auf der Schnauze sowie hellgraue oder weiße Haare auf der Oberseite der Hinterfüße. Diese Taschenratte besitzt einen nackten Schwanz und zwei Rillen in den oberen Schneidezähnen.

## Verbreitung
Die Art kommt mit mehreren voneinander getrennten Populationen im Gebirge Sierra Madre del Sur im mexikanischen Bundesstaat Michoacán vor. Sie lebt in Regionen die 2200 Meter über dem Meer oder höher liegen. Als Lebensraum dienen Mischwälder, in denen Fichten, Kiefern und Erlen dominieren.

## Lebensweise
Die Michoácan-Taschenratte gräbt unterirdische Tunnelsysteme deren zentrale Kammer 2 Meter oder tiefer unter der Oberfläche liegt. Sie verschließt den ursprünglichen Eingang mit einem hohen Erdhügel, der in seiner Form an einen Vulkan erinnert. Danach wird die Spitze des Erdhügels nicht mehr als Ausgang genutzt und der „Vulkan“ bleibt permanent verschlossen. Ein aufgefundenes Weibchen war mit einem Embryo trächtig.

## Status
Waldrodungen in Zusammenhang mit der Anlage neuer Landwirtschaftsflächen führten zur Verkleinerung des Verbreitungsgebietes. Eine größere Bedrohung stellt die Konkurrenz mit Taschenratten der Gattung Cratogeomys dar, die ihrerseits aus tieferen Bereichen des Gebirges vertrieben wurden. Die IUCN listet die Michoácan-Taschenratte aufgrund des geringen Verbreitungsgebiets, das zusätzlich fragmentiert ist, als stark gefährdet (Endangered).